# Szombatosok
A szombatosok, sabbatariusok, vagy más, korabeli népi megnevezéseiken zsidózók, keresztény-zsidók olyan keresztény felekezetek, amelyeknek története a reformáció idejére nyúlik vissza. A szentháromságtagadó-mozgalmon belül alakult ki az irányzatuk  (de nem unitáriusok) és Erdélyben sok hívet szereztek már a 16. század végén, illetve a következő század elején.
A szombatünneplésük folytatóinak ma leginkább a 19. századi eredetű adventizmus egyes irányzatai tekinthetők. A hetednapi adventistákat a nép szombatistáknak is nevezi, ami ugyan hasonlít a „szombatosok” megnevezésre, de nem ugyanazt a mozgalmat illetve vallási csoportosulást jelölik vele.

## Jellemzők
Nevüket arról kapták, hogy sokat visszaállítottak a zsidó vallásnak az ókeresztény korszakban sokak által háttérbe szorított vallásos törvényeiből. Ezek közül a más felekezetű keresztények számára saját vallási szabályaikkal szemben a legszembeötlőbb különbség az volt, hogy a heti ünnepnapként a szombatot tartották, nem a vasárnapot.
Az unitáriusokhoz hasonlóan tagadták a szentháromságtant, de tőlük eltérően Jézust nem csupán embernek tekintették, ugyanúgy hittek benne mint egyetlen és igazi Messiásban, mint Isten megtestesült egyszülött Fiában.

## Történet

### Ókor
Előfutáraiknak az 1. században élt zsidó őskeresztények tekinthetők, akik hittek a kegyelem általi megigazulásban, ám a megtérés utáni megszentelődés részeként tekintettek a tízparancsolat betartásának fontosságára, benne az Izrael által is megtartott szombati nyugalom megtartásával.

### Közép- és Kelet-Európa
A 16. században Csehországban is voltak szombatosok  és a vallási mozgalom átterjedt Sziléziára, Lengyelországra és Oroszországra (molokánusok, szubbotnyikok) és Magyarországra is (szombatosok). Magyarországi atyjának Eőssi Andrást tekintik.
Csehországban a szombatos vallás egy későbbi, 18. századi változatának követői voltak az ábrahámiták.

### Angliában
Angliában a 17. században megjelentek a hetednapi baptisták, akik aztán Észak-Amerikában és a világ más táján is terjedtek. Ma viszonylag kicsi nemzetközi közösséget alkotnak.
Itt szombatos mozgalom volt még a 17. századi keresztény-zsidóké, majd a 18. században alapított újizraelita felekezet.

### Erdélyben
A magyar nyelvterületen elsősorban Erdélyben vert gyökeret a szombatos vallás, már a 16. század utolsó harmadában. Hagyományosan elsősorban Marosszéken és Udvarhelyszéken gyökeresedett meg. A városok közül jelentős számban voltak Kolozsváron, Marosvásárhelyen és Tordán. Az udvarhelyszéki Székelyszenterzsébeten középiskolai szintű iskolájuk volt. Van adat róla, hogy magyar nyelvterületen Erdélyen kívül Makón is jelen voltak.
Erdélyi alapítóinak az aranyosgeresdi Gerendi János t, illetve a székelyszenterzsébeti Eőssi András dúsgazdag székely főnemest tartják.
Utóbbi eredetileg Dávid Ferenc unitárius (szentháromságtagadó) püspök híve volt. Fogadott fia, a héber nyelv ismerője, Péchi Simon Bethlen Gábor fejedelemsége alatt főkancellár lett és így még nagyobb befolyással terjeszthette tovább a szombatos hitelveket. Ez azért is lehetett hatásos, mert az új felekezet számára Péchi a reformáció jegyében magyar nyelvű irodalmat teremtett, egyházi énekekkel, teológia művekkel, vitairatokkal, zsidó vallásos könyvek fordításaival.
I. Rákóczi György fejedelemségétől, az 1638-as dési terminust követően az erdélyi szombatosokat üldözték. (Korábban, 1636-ban Rákóczi még szabad vallásgyakorlatot engedélyezett nekik az unitárius püspök ellenőrzése alatt és eltörölte a korábbi országgyűlések ellenük hozott határozatait.) Rákóczi döntése ellenük nem vallási indítékokból fakadt, hanem mert a szombatosokat politikai ellenzékként látta. Sokan közülük Törökországba menekültek, mások titokban gyakorolták hitüket és voltak, akik a zsidó vallásra tértek át. Zömük a második világháború idején a zsidótörvények miatt, Degré Alajos miniszteri biztos rábeszélésére, az unitárius egyházhoz csatlakoztak.

#### Azudvarhelyszékibözödújfalusiak
A Pallas nagy lexikona 1900 körül kihaltnak mondja az erdélyi szombatos egyházat. „Bözödújfaluban meghúzódott utolsó maradványaik, 39 család v. 170 lélekkel, 1868. a zsidó hitre tértek és izraelita prozelita hitközséget alakítottak” – írta a lexikon. Az áttérést az 1867-es emancipációs törvény (1867:XVII. tc.) tette lehetővé.

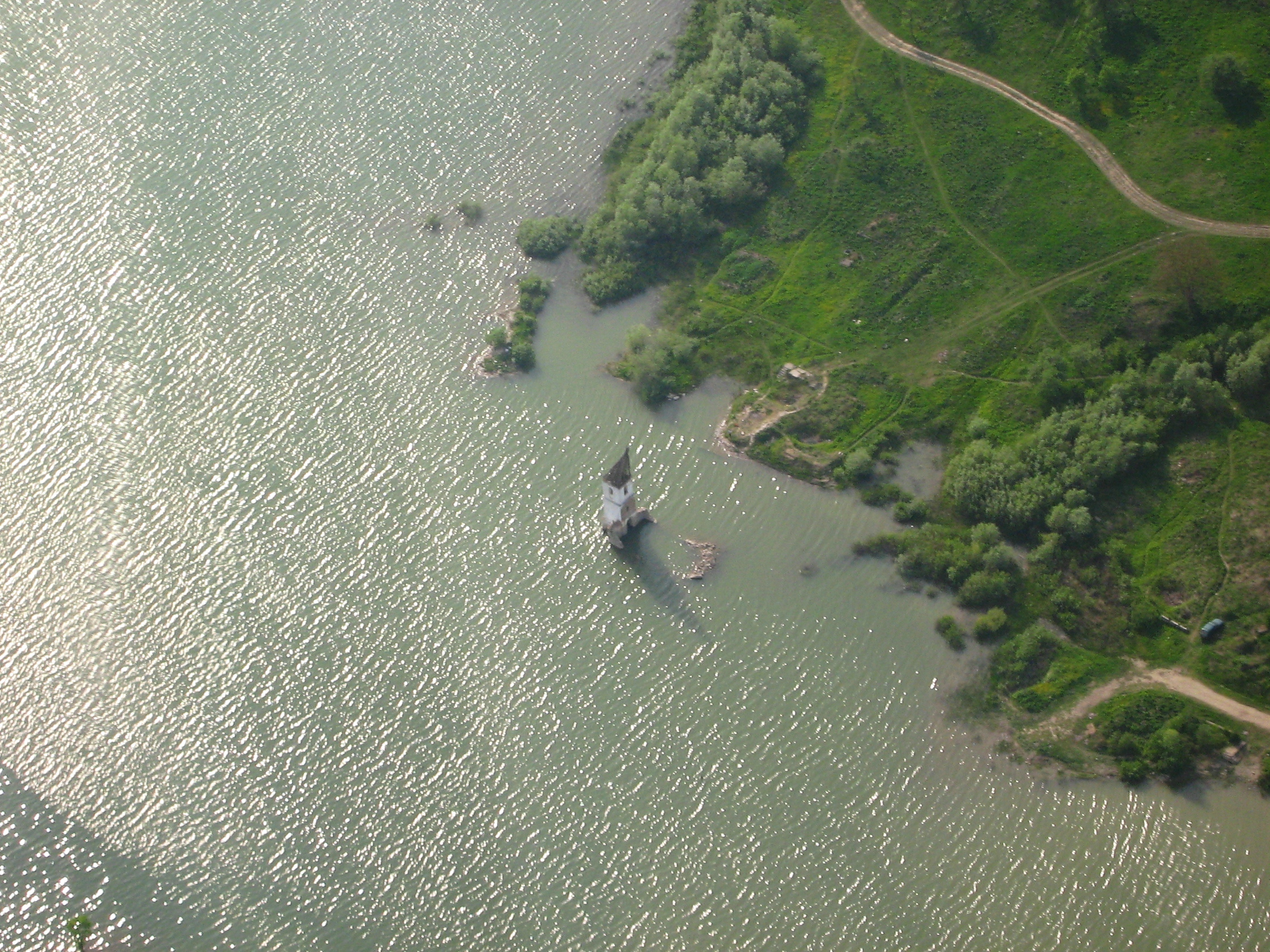
Az elárasztott egykori Bözödújfalu emlékét márványtábla őrzi
"A tó fenekén Bözödújfalu nyugszik, 180 házának volt lakói szétszórva a nagyvilágban ma is siratják. A diktatúra gonosz végrehajtói lerombolták, és elárasztották, ezzel egy egyedülálló történelmi-vallási közösséget szüntettek meg, melyben különböző nemzetiségű és felekezetű családok éltek együtt évszázadokon át, egymást tisztelve, és szeretve, példás békességben. Immár a katolikus, unitárius, görögkatolikus és a székely szombatosok fohászai örökre elnémultak. Legyen e hely a vallásbéke helye és szimbóluma."

A Magyar Nép Művészete című művében (1908) Malonyai Dezső leírta párbeszédét az utolsó szombatossal, Sallós Józseffel, a bíróval, aki egyszersmint katolikus egyháztanácsnok is volt. „Megmutatta az imádságos könyveit. Két gyönyörűen írott, vastag könyv, a XVII. századból; cifrázott betű egy sincs bennök, de valamennyi, mint a gyöngyszem. Az első lapon, zsidóbetükkel, a Mindenható neve” – írta Malonyai. 
Degré az 1940-es években azzal a szándékkal beszélte rá az áttért szombatosokat a zsidó hitről való kitérésre, hogy a zsidókkal szemben hozott jogszabályok ne sújtsák őket. A kitérők tanúsítványt kaptak tőle, Magyarország német megszállását követően azonban az erdélyi zsidókkal együtt őket is a marosvásárhelyi gettóba hurcolták. Ráduly István, Bözödújfalui katolikus plébános a tanúsítvány segítségével többeket ki tudott hozni a gettóból, a többieket azonban az auschwitzi megsemmisítőtáborba deportálták. Degré ellen a nyilas uralom alatt a szombatosok ügye miatt fegyelmi vizsgálat indult.

### Napjainkban
A szombatosok mint közösség kihalt a 20. században, illetve hívei csatlakoztak más felekezetekhez, ám szombatünneplő keresztény irányzatok napjainkban is léteznek: 
- a hetednapi adventizmus különféle ágai
- hetednapi baptisták
- messiási zsidók
- egyéb közösségek (pl. szombatot ünneplő pünkösdisták, pl. Élő Isten Gyülekezete stb.)

#### Adventisták
A szombatünneplés bibliai örökségét továbbvivő másik, ún. hetednapi adventizmus (amely nem az erdélyi szombatos mozgalom származéka!) a történelmi Magyarország területén elsősorban Erdélyben és a Partiumban aktív, de a mai Magyarországon is meghonosodott.
L. R. Conradi az adventisták európai misszióvezetője 1890-ben még találkozott Bözödújfalun annak az öt szombatos családnak a képviselőivel, akik társaiktól eltérően nem tértek át a zsidó vallásra.

## Szombatosok a szépirodalomban
A korai 17. század szombatosairól szól Kemény Zsigmond A rajongók című regénye.